# Nowe Dwory (Petite-Pologne)
Pour les articles homonymes, voir Nowe Dwory.
Nowe Dwory est une localité polonaise de la gmina de Brzeźnica, située dans le powiat de Wadowice en voïvodie de Petite-Pologne.